# ناصر بن صالح الحجيلان
ناصر بن صالح الحجيلان كاتب ومترجم سعودي ولد في حائل عام 1970م (1390هـ). عين في عدد من المناصب من أبرزها وكيل للشؤون الثقافية بالمرتبة الخامسة عشرة بوزارة الثقافة والإعلام في مايو عام 2011.

## حياته
من مواليد منطقة حائل، حيث تلقى تعليمه بها، وحصل على الشهادة الجامعية في اللغة العربية وآدابها من جامعة الملك سعود بالرياض سنة 1411هـ/1990م، ثم حصل على الماجستير في الأدب العربي من جامعة الملك سعود بالرياض سنة 1416هـ/1995م، ثم سافر إلى الولايات المتحدة والأمريكية ببعثة للحصول على دكتوراه الفلسفة في النقد الثقافي من جامعة إنديانا سنة 1428هـ/2007م.

## نشاطاته
- عمل معلماً في التعليم العام في حائل، ثم معلماً في الرياض، ثم محاضراً في جامعة الملك سعود، ثم استاذاً مساعداً في قسم اللغة العربية وآدابها بجامعة الملك سعود، ثم تولى عمادة شؤون المكتبات في جامعة الملك سعود سنة 1430-1432هـ/2009-2011م.
- صدر تعيينه وكيلاً لوزارة الثقافة والإعلام للشؤون الثقافية 1423هـ/2011م، واستمر إلى ديسمبر 2015.[4]
- له نشاطات صحفية، حيث كانت لهُ زاوية شبه يومية في صحيفة الرياض من سنة 1427هـ/2006م، ويعتبر رئيس تحرير مجلة الخميسية الصادرة عن مركز حمد الجاسر الثقافي، ومحرر مجلة الخطاب الثقافي 2006-2008م العددان الأول والثاني.
- حصل على العديد من العضويات الثقافية والاجتماعية، وهو عضو مجلس أمناء مؤسسة حمد الجاسر الخيرية من سنة 1429هـ/2008م، وعضو الهيئة الاستشارية للثقافة من سنة 1430هـ/2009م، وعضو اللجنة العلمية في كرسي عبد العزيز المانع للدراسات الأدبية واللغوية في جامعة الملك سعود من سنة 1431هـ/2010م، وعضو اللجنة الاستشارية لقسم اللغة العربية وآدابها بجامعة الملك سعود من سنة 1432هـ/2011م، وعضو هيئة السياحة والآثار من سنة 1432هـ/2011م.
- إضافة إلى عمله نائباً لرئيس جمعية اللهجات والتراث الشعبي في جامعة الملك سعود في دورتها الأولى من سنة 1428-1429هـ/2007-2008م[5]

## اهتماماته الأدبية

### مؤلفات وترجمات
- صدر لهُ كتاب "الشخصية في قصص الأمثال العربية: دراسة في الأنساق الثقافية للشخصية العربية"، بيروت والدار البيضاء، المركز الثقافي العربي، 2009م
- ترجم العديد من المؤلفات وهي:
- الحياة اليومية للعالم الإنساني في العصور الإسلامية الوسطى، لمؤلفه جيمس لينسون، مشروع كلمة في هيئة أبو ظبي للثقافة والتراث، 2001م
- القصة القصيرة: حقيقة الإبداع، نحو تقييم التطور التاريخي ودراسة الخصائص النوعية للقصة القصيرة، لمؤلفه تشارلز ماي، نادي حائل الأدبي، 2011م.
- كيف نُحلل القصص،: خطوة بخطوة إرشادات ومبادئ في النقد والتحليل، لوليم كيني، كرسي عبد العزيز المانع بجامعة الملك سعود، 2011م.
- جامعات عظيمة: قصة تفوّق الجامعات الأمريكية. صدر عن الدار المصرية اللبنانية، 2016م.[6]

### دراسات وأبحاث
- نشر مجموعة من الأبحاث، منها بالعربية: اللازمة الدينية في كللام السعوديين، مجلة الخطاب الثقافي، ع1، 2006م، ورؤية العالم عبر محيط الشخصية في القصة، مجلة كلية الآداب، م23.
- شارك في العديد من أوراق العمل في الندوات والمؤتمرات: منها ورقة بعنوان: التكوين الثقافي للشخصية: دراسة المعتقدات والتصورات الشعبية في رواية سقيفة الصفا لحمزة بوقري
- مقدمة لندوة توظيف الموروث الشعبي التي نظمتها جمعية اللهجات والتراث الشعبي في جامعة الملك سعود بالرياض سنة 1426هـ/2005م، وورقة بعنوان: رؤية الثقافة الشعبية لمظهر المرأة: دراسة معايير الجمال والقبح من خلال كتاب الأمثال العامية في نجد لمحمد العبودي، ومقدمة في الندوة العلمية التي نظمتها جمعية اللهجات والتراث الشعبي في جامعة الملك سعود بعنوان: قراءة في أعمال العبودي سنة 1429هـ/2008م، وورقة بعنوان توظيف التراث في أعمال عبد العزيز الخويطر من خلال كتاب أي بني، ومقدمة في ندوة تكريم الشخصية الثقافية السعودية في المهرجان الوطني للتراث والثقافة الرابع والعشرين في الجنادرية، 1430هـ/2009م، ومحاضرة بعنوان من أنماط الشخصية السعودية أُلقيت في مسرح إدارة التعليم في الزلفي، 1430هـ/2009م.[7]

## انظر أيضًَا
- عبد الله الغذامي
- محمد عبد الله الحمدان